# Pavilhão da Luz N.º 2
Pavilhão da Luz N.º 2 es el segundo estadio del club polideportivo portugués SL Benfica. Tiene una capacidad de 1800 asientos y es utilizado principalmente por los departamentos de balonmano y voleibol del club. Este escenario sólo tiene dos lados principales lo que constituye la principal diferencia con el Pavilhão da Luz N º 1 conocido como el Pabellón Fidelidad.